# Aquaria vattenmuseum

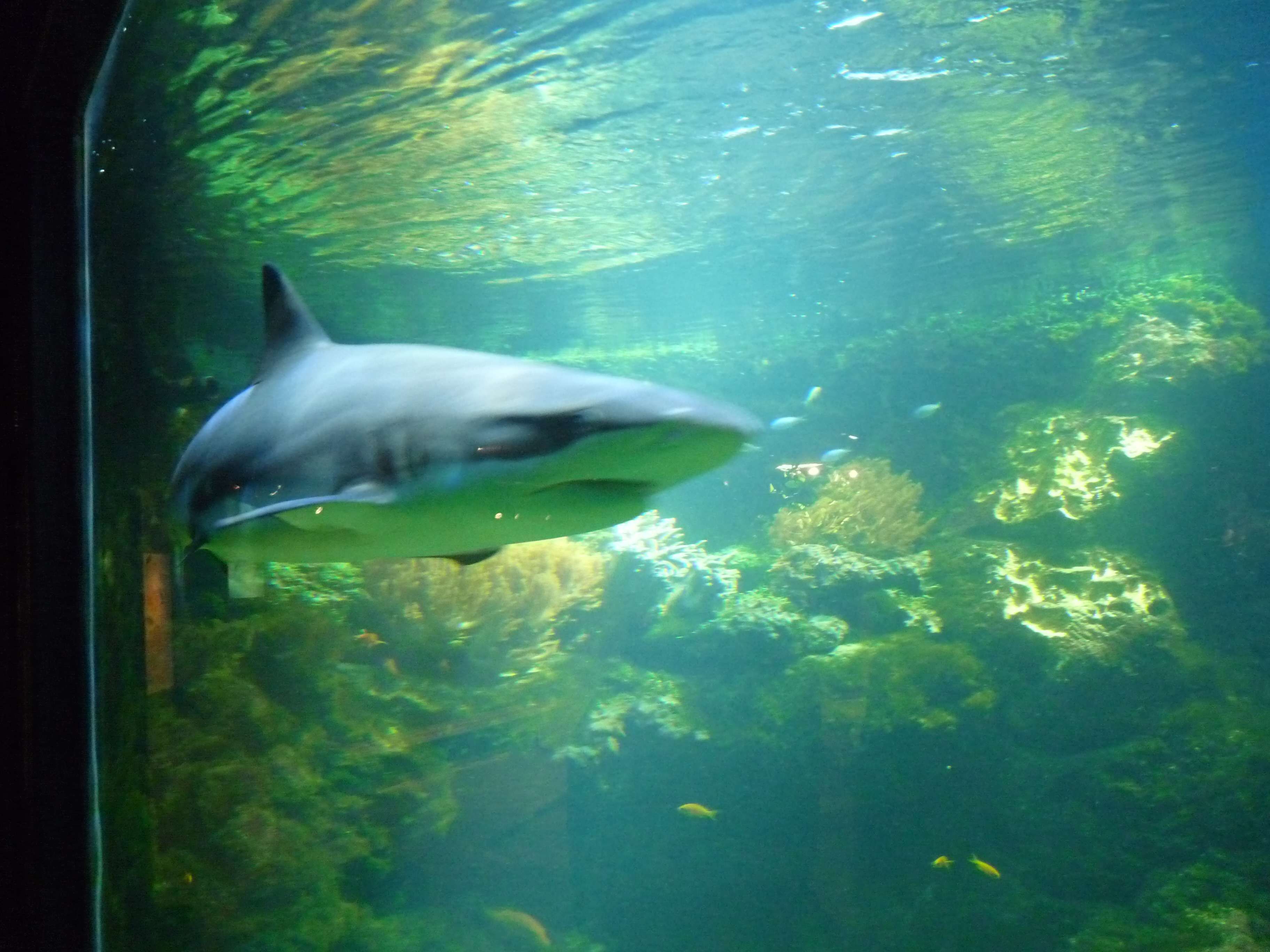
Hajen i tropikavdelningen.

Aquaria Vattenmuseum var ett biologiskt museum, beläget på Södra Djurgården i Stockholm. Lokalerna invigdes 1991 och stängde permanent 30 september 2018.
Där vattenmuseet låg fanns fram till 1988 Wasavarvet, som var den första provisoriska utställningshallen för regalskeppet Vasa. År 1990 flyttade Vasamuseet in i sina nuvarande lokaler och den gamla anläggningen byggdes om till vattenmuseum och till Alkärrshallen, som är vagnhall för Spårväg City och Djurgårdslinjen.
I vattenmuseet visades olika vattenmiljöer, som regnskogen, tropiska hav och vår nordiska miljö. Aquaria har gestaltat den sydamerikanska regnskogen som en varm och fuktig miljö. Där simulerades natt och dag, åska och regn i en levande regnskog. I vattnet fanns bland annat jättemalar, stingrockor, arowanor och på land paddor, insekter och fjärilar. 
I avdelningen för tropiska hav fanns ett hajakvarium med revhajar, koraller, anemoner och clownfiskar, samt ett korallrev med mandarinfiskar, sjögurkor, putsarräkor och jättemusslor. I den nordiska avdelningen hade museet bland annat en bergsjö med röding samt en laxfors. 
Aquaria stängde sin verksamhet permanent 30 september 2018 efter att i 26 år ha fungerat som både ett vattenmuseum och en restaurang. Nedläggningsbeslutet offentliggjordes i november 2017 (då det hävdades att byggnaden blivit för sliten) och våren 2019 revs byggnaden.
Göran Flodin, grundaren av Aquaria, uttryckte sorg över nedläggningen av museet och betonade att naturupplevelser har en positiv inverkan på människors välbefinnande. Han kritiserade Stockholms stad för dess kortsiktiga syn. "Aquaria har varit en plats för närvaro och kontakt med naturen", enligt Flodin, "och behovet av sådana platser är stort." Han ansåg att stadens "prioritering av prestige över ekologiskt värde" var ytlig och oklok. Han framhöll även museets internationella rykte och betydelsen av att använda marken på ett sätt som främjar förståelse och kontakt med natur och vatten, något han anser att kommunen misslyckats med att stödja.